# Hyperfiction
Als Hypertextfiction, kurz Hyperfiction, bezeichnet man eine fiktionale Erzählung, welche mit und für die Hypertextstruktur geschrieben wird. Es handelt sich dabei um nichtlineare, elektronische Texte, die erst durch die Rezeption eines Lesers eine konkrete Form erhalten. Bei poetischen Texten solcher Art spricht man von Hyperpoetry.

## Hypertext als literarische Ausdrucksform – Offline-Hyperfictions
Von einer Offline-Hyperfiction spricht man, wenn diese auf Diskette bzw. CD-ROM erscheint.
Die erste als solche veröffentlichte Hyperfiction war „Afternoon, a story“ von Michael Joyce, erschienen 1987. Damit begann die Entwicklung der literarisch orientierten Hypertext-Theorie, die den Hypertext als literarische Textsorte sieht, die sich aus avantgardistischen Tendenzen des Aufbaus von Texten entwickelt hat. Sie untersucht in hypertextueller Literatur in Printform auftauchende inhaltliche und strukturelle Tendenzen (James Joyce: Linearität der narrativen Erzählstränge unterlaufenden Schreibweise; Jorge Luis Borges: Problem der Entscheidung zwischen Handlungsweisen mit je eigenen Konsequenzen durch eine Erzählung in der Erzählung thematisiert; Raymond Queneau: „Cent mille milliardes des poèmes“, in Streifen geschnittene Sonettzeilen mit beliebiger Kombinationsmöglichkeit;  Julio Cortázar: „Rayuela“, Textsegmente), die nach Meinung der Hypertexttheoretiker im Zusammenhang mit poststrukturalistischen Thesen gesehen werden und im  Medium des Hypertextes problemlos ausgeübt werden können. Ihre Thesen unterteilen dabei in vier literaturtheoretische Aspekte: Textstruktur, Autorenrolle, Rezipientenfunktion und Intertextualität.
Als ein weiterer literarischer Vorreiter des Hypertextes gilt der österreichische Schriftsteller Andreas Okopenko, der mit seinem Lexikon-Roman den ersten literarischen Hypertext in Buchform bereits 1970 vorlegte. Der Lexikon-Roman wurde 1998 in Zusammenarbeit zwischen dem Autor, dem Kollektiv Libraries of the Mind und dem Komponisten Karlheinz Essl als ELEX – Elektronischer Lexikon-Roman auf CD-ROM veröffentlicht.

### Strukturveränderung und vermeintliche Ermächtigung des Lesers
Neue Merkmale der Textstruktur sind Multilinearität, Segmentierung und Verlinkung sowie Offenheit (da meist kein narrativer Abschluss erreicht wird). Der Leser wird zum wreader hochstilisiert („writer“ & „reader“) und scheint neue Macht zu gewinnen (er könnte eigene Sinnkonstruktionen erzeugen, die der Autorenintention widersprechen und seinen „eigenen“ Text konstruieren). Allerdings ist diese Ermächtigung des Lesers in Offline-Hyperfictions eine Illusion, da es kaum echte Interaktivität gibt; der Leser kann sich zwar beliebig „durchklicken“, jedoch keine eigenen Texte einschreiben oder gar existierende bearbeiten oder löschen. Außerdem muss sich der Leser nach bestimmten Vorgaben des Autors richten, so werden v. a. im englischen Sprachraum Hyperfictions mit eigenen Programmen wie Storyspace geschrieben, in denen der Autor seine Texte mit sog. „Guardfields“ versieht, die die Abfolge der Sequenzen festlegen; dies bezeichnet man als „procedural authorship“.
Der Rezipient ist also nicht unbedingt (Mit-)Produzent, vielmehr definiert seine Lesetätigkeit den Text, durch seine (zufällige) Auswahl wird aus der unübersichtlichen Menge von Textteilen ein neues Ganzes gefiltert.
Literatur auf CD-ROM bleibt trotz der Hypertextualität ein abgeschlossenes, einem Autorennamen und dem Urheberrecht unterliegendes Werk, außerdem „anfassbar“ auf einem Datenträger, und ist damit der „klassischen“ Printliteratur in ihrem Werkcharakter ähnlich. Bei der Analyse von Hyperfictions wurde deshalb in den Anfängen verstärkt auf Modelle zurückgegriffen, die auf der Basis von Printliteratur entwickelt wurden. Eine Ablösung von der Buchkultur findet erst allmählich statt; die scheinbare Zugehörigkeit des Hypertextes zum Poststrukturalismus beruht auf der Bezeichnung des Hypertextes als reine Weiterentwicklung des Printtextes, wobei die produktions- und rezeptionsästhetischen Eigenheiten desselben außer Acht gelassen wurden.

## Hypertext mit Interaktion als Hauptmerkmal – Webfictions
Durch die Verlagerung ins Internet gewinnt der Hypertext an Möglichkeiten. Eine Hyperfiction, die im Internet veröffentlicht wird, bezeichnet man als Webfiction, vereinzelt auch als Online-Hyperfiction. Im Gegensatz zur Offline-Hyperfiction ist die Webfiction nicht auf einen Datenträger angewiesen und damit physisch nicht mehr fassbar.
Die meisten Webfictions sind kooperativer Art, User können sich aktiv daran beteiligen. Vorbild sind v. a. sogenannte Multi User Dungeons (Abkürzung „MUD“) und „Adventure Stories“, kooperative Mitschreibeprojekte in interaktiven Computer-Rollenspielen aus dem englischen Sprachraum.

### Verschiebung von einer Werk- zu einer Prozessästhetik
Das Potenzial der literarischen Transformationstechniken, die in der Offline-Version an ihre Grenzen stoßen, kann im Internet viel besser ausgeschöpft werden. Durch Werkzeuge wie Tagging können externe Links eingebunden werden, was eine schier unendliche Vernetzung ermöglicht. Die neueren Hypertext-Theorien lösen sich von dem fruchtlosen Vergleich mit dem Buch und anerkennen eine ästhetische Verschiebung vom Werk zum Prozess: Die User können jederzeit in den Prozess einsteigen, eine fertige „Endversion“ des Werks gibt es eigentlich nicht mehr. Durch die Beteiligung Vieler entfällt auch die Unterscheidung von Autor und Leser, die vielgelobte Transformation zum „wreader“ findet als Nebenprodukt statt.
Ein Gegenargument zur „Befreiung des Lesers“ aus der passiven Rezeption wäre vielleicht, dass er trotzdem als Einzelner in einer Masse von Mitbeteiligten untergeht, die neue Generation von Usern sieht dies jedoch nicht als Belastung, sondern als Ausdruck von unmittelbarer, wirklich „freier“ Partizipation. Ein weiterer Knackpunkt ist die Flüchtigkeit solcher Internet-Publikationen, die Inhalte verändern sich ständig, manchmal wird ein ganzes Webfiction-Universum komplett gelöscht; in manchen Online-Communitys werden deshalb Beschränkungen auferlegt, was das Löschen und Bearbeiten von Beiträgen angeht. Allgemein ist völlige Freiheit der Teilnahme der Qualität anscheinend eher abträglich.